# Soho Factory

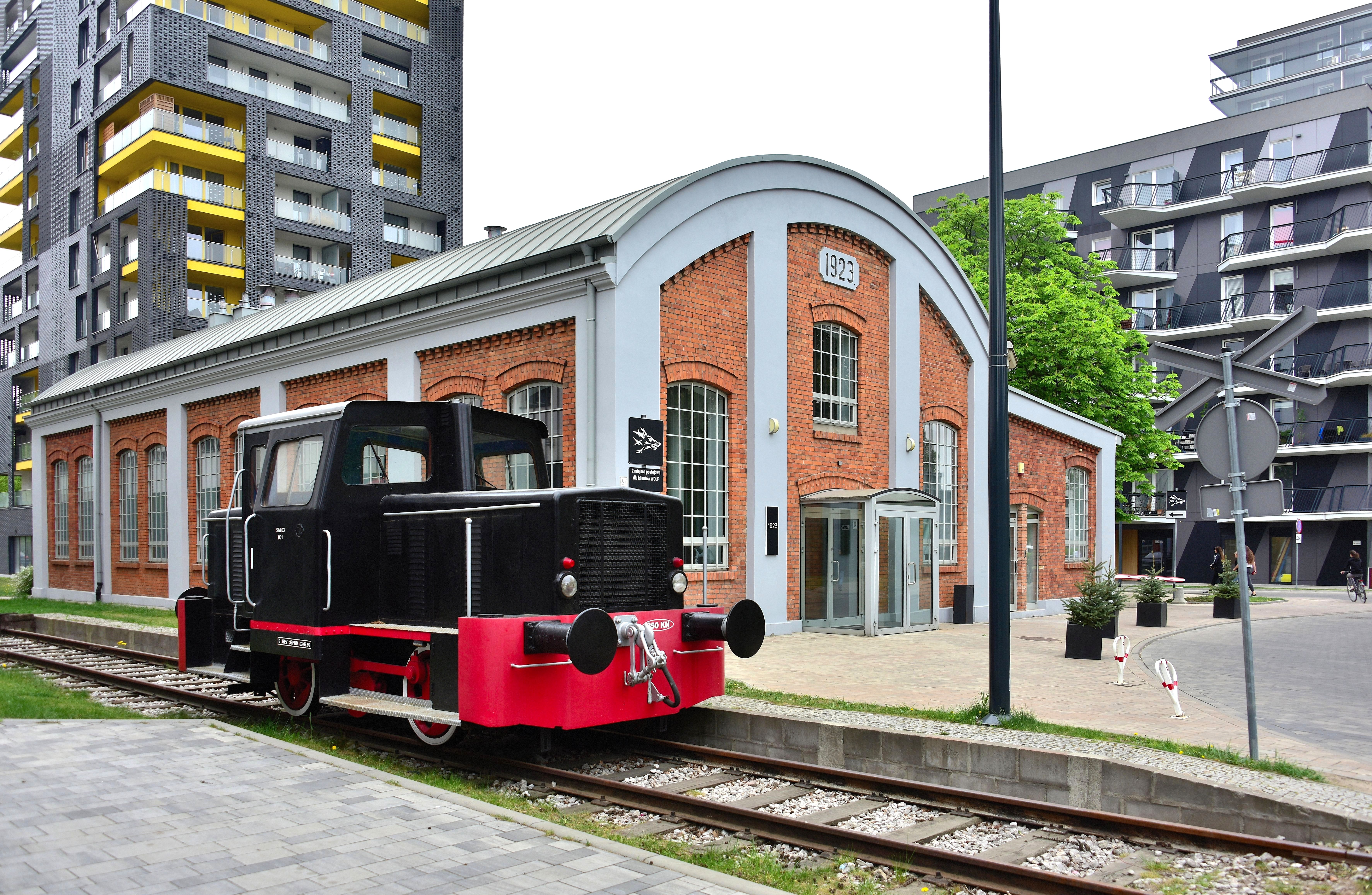
Fahrbereite historische Rangierlokomotive SM03 auf einem restaurierten Industriegleis aus den 1920er Jahren vor einer 2009 restaurierten Fabrikhalle aus dem Jahr 1923.

Soho Factory ist ein Gebäudekomplex im Stadtviertel Kamionek im Warschauer Stadtbezirk Praga-Południe. Im Rahmen der Revitalisierung eines ehemaligen Fabrikgeländes aus dem frühen 20. Jahrhundert entstehen seit dem Jahr 2008 auf einer Fläche von acht Hektar moderne Gewerbe-, Büro- und Wohnflächen. Erhaltene Teile des Industrieanlage werden mit Neubauten kombiniert; die Gestaltung der Zwischenräume soll sich an der industriellen Vergangenheit des Ortes orientieren. Oft wird ein Vergleich zur Entwicklung des Meatpacking Districts oder des Stadtteils Soho in New York City gezogen.
Dreizehn der auf dem Gelände befindlichen historischen Gebäude (Einfahrtstor, mehrere Verwaltungs- und Produktionsgebäude sowie ein Wohnhaus) stehen unter Denkmalschutz. Soho Factory gilt als ein gelungenes Beispiel für die Revitalisierung postindustrieller Gebiete.

## Lage
Die Gebäudegruppe mit der Adresse Mińska-Straße 25 liegt im Warschauer Stadtteil Kamionek, einem früheren Industriegebiet, welches 1889 nach Warschau eingemeindet wurde. Sie grenzt im Süden an die Mińska-, im Osten an die Chodakowska-, im Norden an die Żupnicza- und im Westen fast bis an die Bliska-Straße; es bestehen Zufahrten zum Komplex von der Mińska- und der Żupnicza-Straße.

## Geschichte
Die Geschichte des Industrieareals reicht bis an das Ende des 19. Jahrhunderts zurück und wurde von der politischen Entwicklung Polens und Europas beeinflusst.

### Jutefabrik „Juta“
Im Jahr 1898 wurde das Areal von der Towarzystwo Akcyjne Lnianej i Jutowej Manufaktury (Aktiengesellschaft für Leinen- und Juteherstellung) – genannt „Juta“ – erworben. Der Vorstand des Unternehmens bestand aus Maks Meyler (Hamburg), Andrzej Larsson, Ludwik Ehrtman (Riga) sowie Maurycy Łaski aus Warschau. Zunächst importierte das Unternehmen Fertigprodukte aus Riga; später wurden in Warschau Jutesäcke und Planen für Verpackungszwecke produziert. Dazu wurde eine Weberei sowie eine Nähanlage eingerichtet, in der die Säcke aus importierter Jute gefertigt wurden, die hauptsächlich für den Verkauf im Russischen
Kaiserreich bestimmt waren. Im Jahr 1900 arbeiteten dort 615 Personen. Einige Gebäude wurden zeitweise von der Firma der Gebrüder Orszagh genutzt, die hier ein Lager unterhielt. Mit Ausbruch des Ersten Weltkrieges wurde die Produktion aufgrund des Rohstoffmangels und des Verlustes von Absatzmärkten eingestellt.

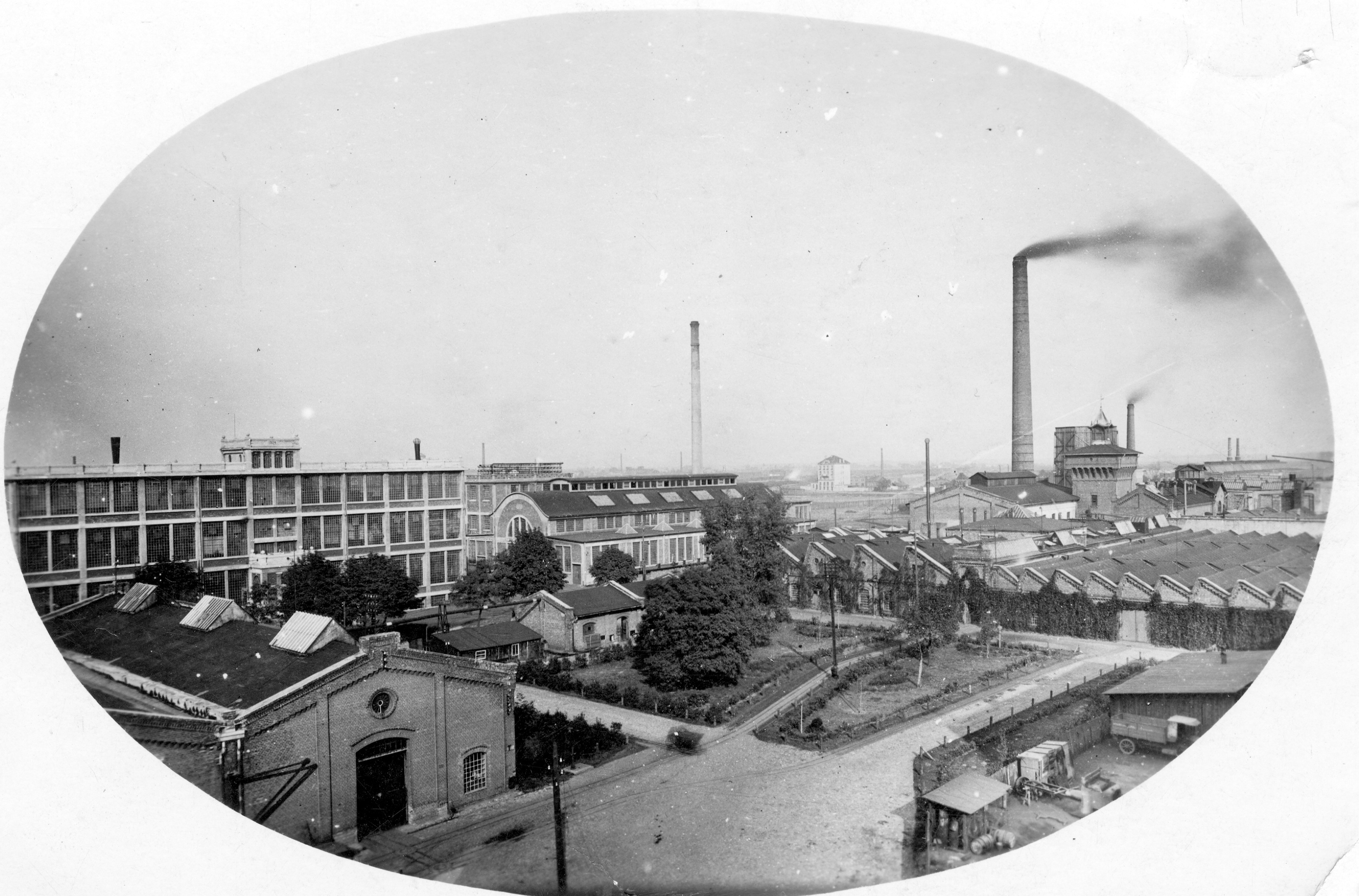
Die Munitionsfabrik in den 1930er Jahren

### Munitionsfabrik „Pocisk“
Nach Wiedererlangung der Unabhängigkeit Polens wurden die verlassenen Fabrikgebäude auf Druck der Regierung vom polnischen Militärministerium übernommen. Am 29. Oktober 1919 wurde ein Konsortium unter dem Namen Zakłady Amunicyjne POCISK Spółka Akcyjna (Munitionsfabrik Pocisk AG) gegründet, dessen Vorstand aus 18 Privatpersonen bestand – Industriellen, Landbesitzern und Wissenschaftlern, darunter die Grafen Maciej Radziwiłł und Adam Tarnowski sowie ab 1920 die Grafen Andrzej Lubomirski (er fungierte als Vorsitzender des Vorstandes) und Zdzisław Grocholski. Das Ministerium wurde von General Eugeniusz Rodziewicz vertreten.
Die alten Fabrikationsgebäude der Juteverarbeitung wurden übernommen, weitere neue Produktionshallen wurden errichtet. Für den Maschinenpark wurden von den österreichischen Unternehmen Enzesfelder Munitions-Werke und Hirtenberger Munitions-Werke Fertigungsanlagen übernommen. Am 20. November 1920 wurde im Beisein des Staatsoberhauptes Józef Piłsudski und zahlreicher Offizieller die erste große Munitionsfabrik Polens feierlich von Feldbischof Stanisław Gall eingeweiht. Nach Grundstückszukäufen in den Folgejahren bestand das Werksgelände in seiner größten Ausdehnung aus dem gesamten durch die Straßen Mińska, Terespolska und Bliska gebildeten Areal.
Die volle Betriebsbereitschaft der Fabrik war im Jahr 1923 erreicht. Zunächst wurden Metallteile für Kleinkaliber- und Artilleriemunition hergestellt – für das polnische Militär die Kaliber 8 × 50 mm R Mannlicher, 8 × 50 mm R Lebel, 7,92 × 57 mm Mauser und zur zivilen Verwendung Kaliber der Dimensionen 6,35 mm Browning sowie 7,65 mm Browning. 1924 wurde dann auch ein Projekt für eine 47-mm-Kanone entwickelt und beim Ministerium eingereicht. Das Werk produzierte in Folge zwei Geschütze, die sich in Bezug auf Rohrlänge und Gewicht unterschieden. Es handelte es sich um die ersten modernen, in Polen errichteten Geschütze.
Darüber hinaus produzierte das Unternehmen Präzisionswerkzeugmaschinen zur Herstellung von Munition verschiedener Kaliber, automatische Inspektionsmaschinen, Zahnriemen, hydraulische und andere Pressen sowie Drehrohröfen zur Wärmebehandlung. Im Werk wurden auch Reparaturen von Flugzeugtriebwerken durchgeführt.
Im Jahr 1927 stellte das Werk rund ein Drittel der gesamten Munitionsproduktion Polens her; es waren bis zu 4.200 Arbeiter in dem Unternehmen tätig, das in einer Außenstelle in Rembertów weitere Produktionshallen unterhielt. Während im Stammwerk in Kamionek Hülsen und sonstige Metallteile hergestellt wurden, erfolgte in Rembertów die Befüllung dieser Hülsen mit Pulver und die Endmontage.
Im Zuge einer Umstrukturierung wurde die Fabrik 1932 dem Militärministerium direkt unterstellt und in Wojskowe Zakłady Pirotechniczne (Militärische Pyrotechnische Werke) umbenannt; bis 1939 wurde jedoch auch in offiziellen Dokumenten die alte Firmierung verwendet: Zakłady Amunicyjne "Pocisk" S.A. Die Fabrik war bis zum 28. September 1939 in Betrieb. Nach der Kapitulation der polnischen Einheiten im Zweiten Weltkrieg wurde die Produktion eingestellt; zu diesem Zeitpunkt war das Werk bereits durch Bombentreffer beschädigt worden.

### Nutzung im Zweiten Weltkrieg
Nach der Kapitulation wurden Teile des Maschinenparks und die Lagerbestände nach Deutschland verbracht. In den Jahren 1942 bis 1943 wurde auf dem Firmengelände ein Getreidelager betrieben. Im August und September 1944 wurden dort in drei Baracken Zwangsarbeiter untergebracht, die bei der Demontage von Maschinen der Industriebetriebe in Warschau-Praga eingesetzt wurden. Noch im September wurde während der Kämpfe ostwärts der Weichsel ein weiterer Teil der Gebäude beschädigt. Die noch auf dem Fabrikgelände vorhandenen Maschinen wurden von deutschen Truppen auf Lastwagen verladen und zu Bahnhöfen gebracht, um von dort in die tschechische Stadt Teplice-Šanov transportiert zu werden.

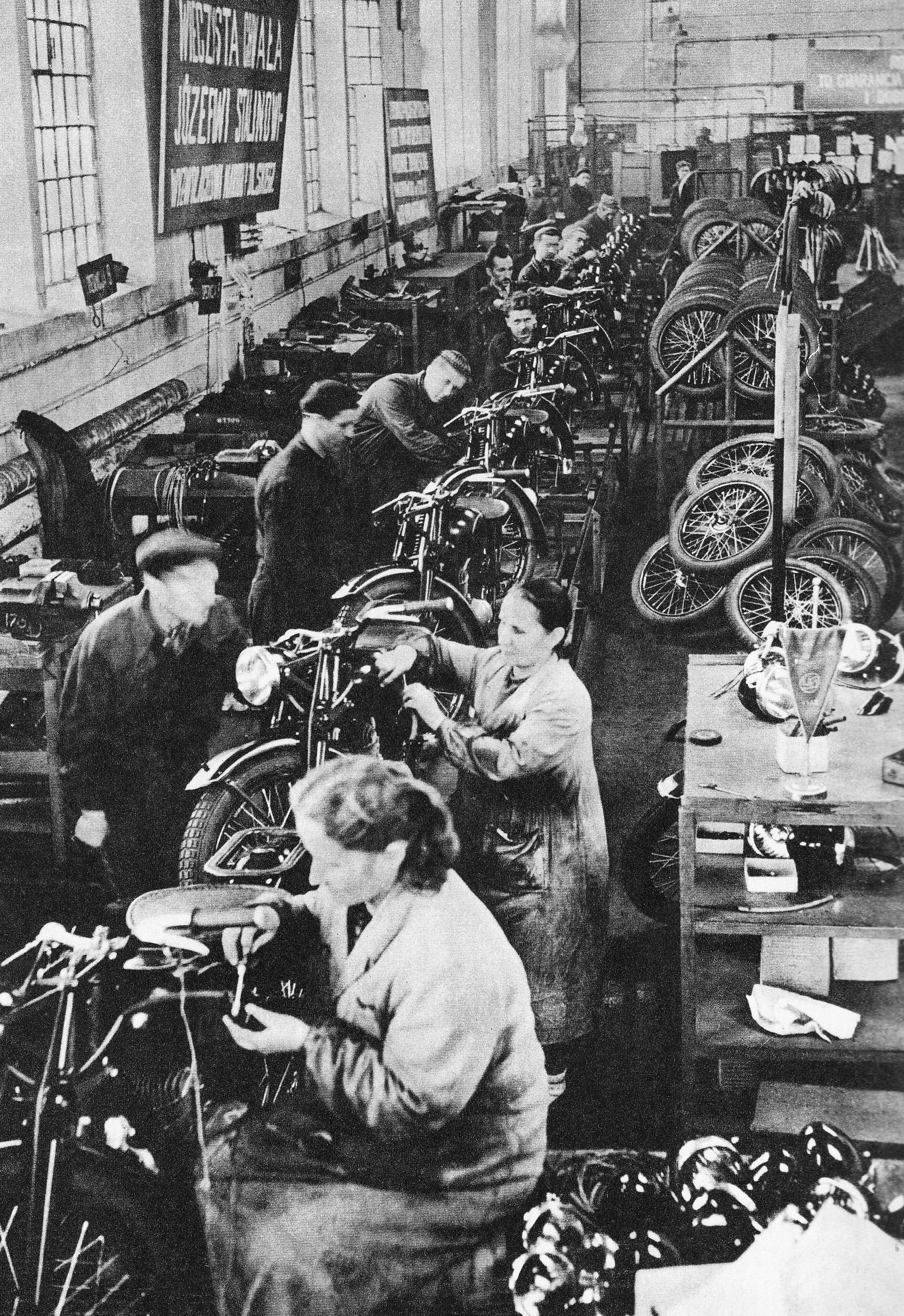
Warszawska Fabryka Motocykli

### Motorradfabriken PZS und WFM
Da ein Teil der Gebäude der Munitionsfabrik den Krieg in relativ gutem Zustand überstanden hatten wurde die Anlage 1946 von der Państwowe Zakłady Samochodowe Nr. 2 (Staatliches Automobilwerk Nr. 2) übernommen, das später in Zakłady Sprzętu Transportowego Nr. 2 (Transportgerätewerk Nr. 2) umbenannt wurde. Hier wurden Kraftfahrzeuge instand gesetzt. Im Jahr 1951 wurde das Werk in Warszawska Fabryka Motocykli (Warschauer Motorradfabrik) umbenannt; es wurden unter der Marke WFM die ersten polnischen Motorräder nach dem Krieg produziert – die Typen M06, M06R, M06-S34, M06-S01-Z1 und M16 Tarpan.
Um die Wende der 1950er und 1960er Jahre begann hier auch die Produktion von Osa-Motorrollern (M08, M50, M52, M55, M57). Diese Motorroller bildeten zusammen mit importierten italienischen Fahrzeugen die Grundlage der aufkommenden Mod-Subkultur in Polen.

### Produktion optischer Geräte PZO
Nach der Liquidation von WFM übernahmen die ebenfalls in Kamionek gelegenen Polskie Zakłady Optyczne (Polnische optische Werke) das Grundstück und die Gebäude. Zunächst wurde von PZO die Produktion von Motoren und Ersatzteilen weitergeführt, daneben begann man mit der Produktion optischer Militärausrüstung (vor allem Fahrzeugausrüstung) und ziviler Produkte wie Mikroskope, Projektoren, Lupen und Ferngläser.

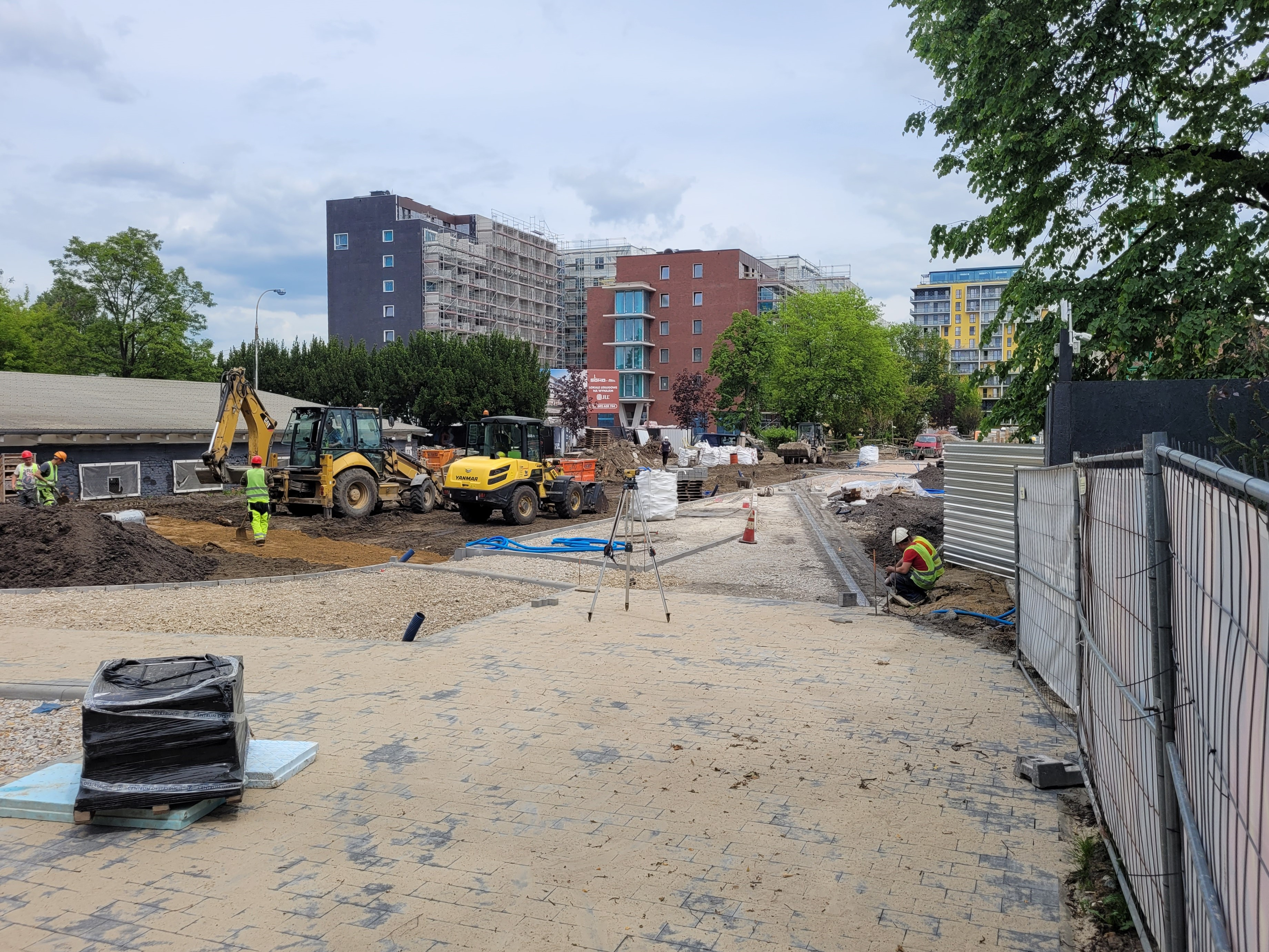
Anlage von Gehweg- und Parkstrukturen im Sommer 2023

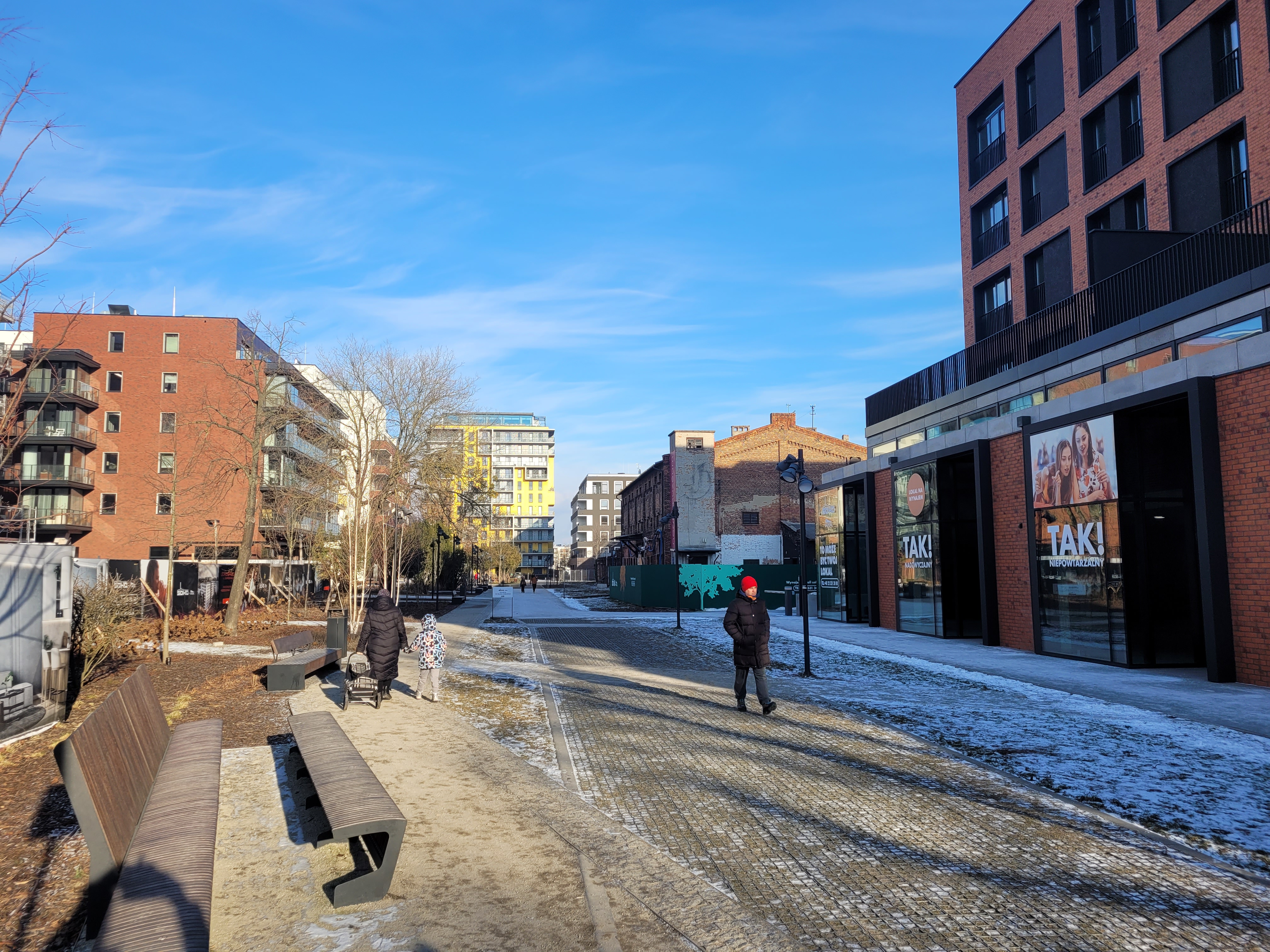
Der Fußwegbereich zwischen den neu errichteten Apartmentblöcken im Jahr 2025

## Redevelopment
Nachdem das Gebiet jahrelang vernachlässigt worden war, wurde es in den 2000er Jahren an einen Bauträger verkauft. Der Textilunternehmer Rafał Bauer hatte bereits früh das Potenzial der verwahrlosten Fabrikgeländes erkannt:

„Vor vielen Jahren, als ich in London arbeitete, landete ich in den Docklands und verliebte mich in die moderne Nutzung von Industrieflächen. Warschau bietet nicht viele solcher Orte, deshalb hat mich die Gegend in Praga mit ihrem „genius loci“ unheimlich gereizt.“

Gemeinsam mit dem von ihm geleiteten Investmentfonds Black Lion NFI begann Bauer, das Areal zu entwickeln. Der Fonds bewertete im Jahr 2010 das Grundstück in seinen Büchern mit rund 115 Millionen Złoty (etwa 27 Millionen EUR). Das Projekt folgte einem in Europa zunehmenden Trend „urbaner Suburbanisierung“ – die Schaffung eines städtischen Lebensraumes, der „in Harmonie und historischer Kontinuität mit der Umgebung steht“. In Warschau tätige Bauträger waren zunehmend bereit, in Kultur zu investieren, weniger aus altruistischen Motiven, sondern zur Stärkung des Images und damit der Wertsteigerung ihrer Investition. Die gegründete Entwicklungsgesellschaft SOHO Development S.A. benannte das weitgehend brachliegende Fabrikgelände als Soho Factory. Die Architekturbüros WWAA und Konkret entwickelten gemeinsam ab dem Jahr 2008 einen Masterplan zur Entwicklung des Standortes, der bis 2019 realisiert wurde. Seit 2010 war auch das Architekturstudio Projekt Praga an der Revitalisierung von historischer Bausubstanz und die Schaffung eines zentralen öffentlichen Platzes beteiligt. Der Leitgedanke bestand darin, das vormals industrielle Areal durch architektonische Maßnahmen und die Einführung neuer Funktionen für das städtische Leben nutzen. Zeitgleich mit der Renovierung einiger historischer Gebäude wurde mit dem Bau von Wohnblöcken begonnen, darunter die Wohnanlagen „Rebel One“ (2013), „Kamion Cross“ (2014), „Feniks“ (2018) und „Vebel“ (2018).
Der Gesamtkonzeption folgend, alles zu erhalten und zu revitalisieren, was für zukünftige Bewohner und Nutzer wertvoll ist, sollte ein zentraler Platz mit historischen Gebäuden in der Mitte entstehen, um den herum neue Wohnflächen und Freizeitraume geschaffen werden sollten. Das gesamte Gelände hatte autofrei zu sein, Zäune sollten ebenfalls nicht gesetzt werden. Der Erholungscharakter der Grünanlage wird durch ein System aus Holzterrassen, die durch Wege aus wiedergewonnenem Trilinka-Holz verbunden sind, sowie verstreute Spielplätze und Pavillons unterstrichen. Wie eine alles verbindende Spange zieht sich das Gleismotiv durch die Fußgängerzone – eine Erinnerung an die Industriegeschichte des Viertels, wo sich an mehreren Stellen noch Reste der ursprünglichen Werksbahnen finden.
Im Sommer 2017 wurden zwei historische Industriehallen (Nr. 16 und Nr. 15) und ein weiteres Gebäude (Nr. 8) abgerissen um Platz für neue Apartmenthäuser zu schaffen.

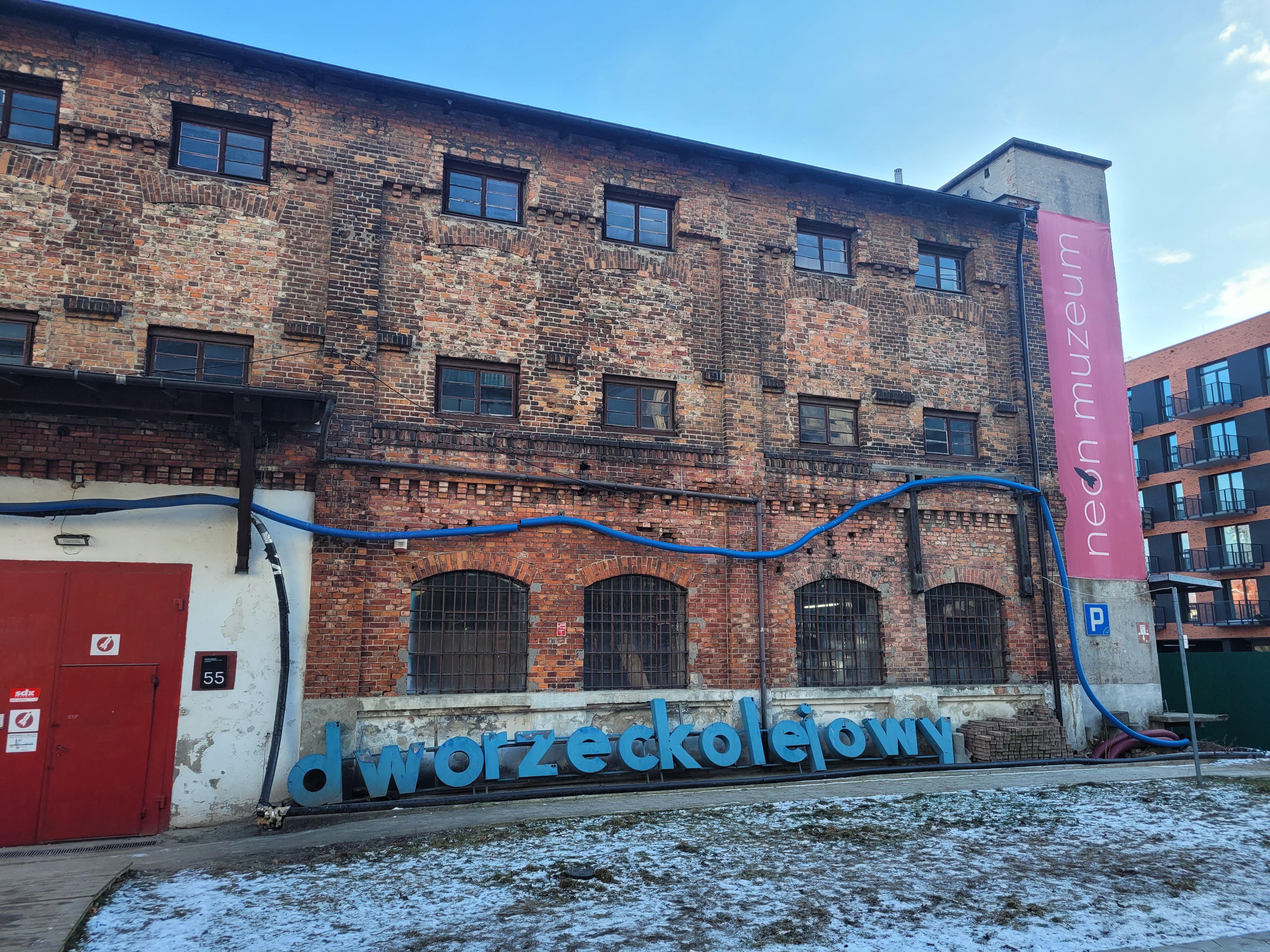
Das seit 2012 auf dem Gelände der Soho Factory beheimatete Neon-Museum

### Neon-Museum
Das Neon-Museum befindet sich seit dem Jahr 2012 im Gebäude Nr. 55, einem dreistöckigen, unverputzten Backsteingebäude – früher eine Produktionshalle der Jutefabrik, welches Ende des 19. Jahrhunderts errichtet wurde. Etwa 1920 kam es zu einem Umbau, dabei wurden die großen Fenster in den beiden Obergeschossen durch kleinere ersetzt. Das Museum ist eine Touristenattraktion in Warschau; es wird täglich von mehreren 100 Personen besucht.

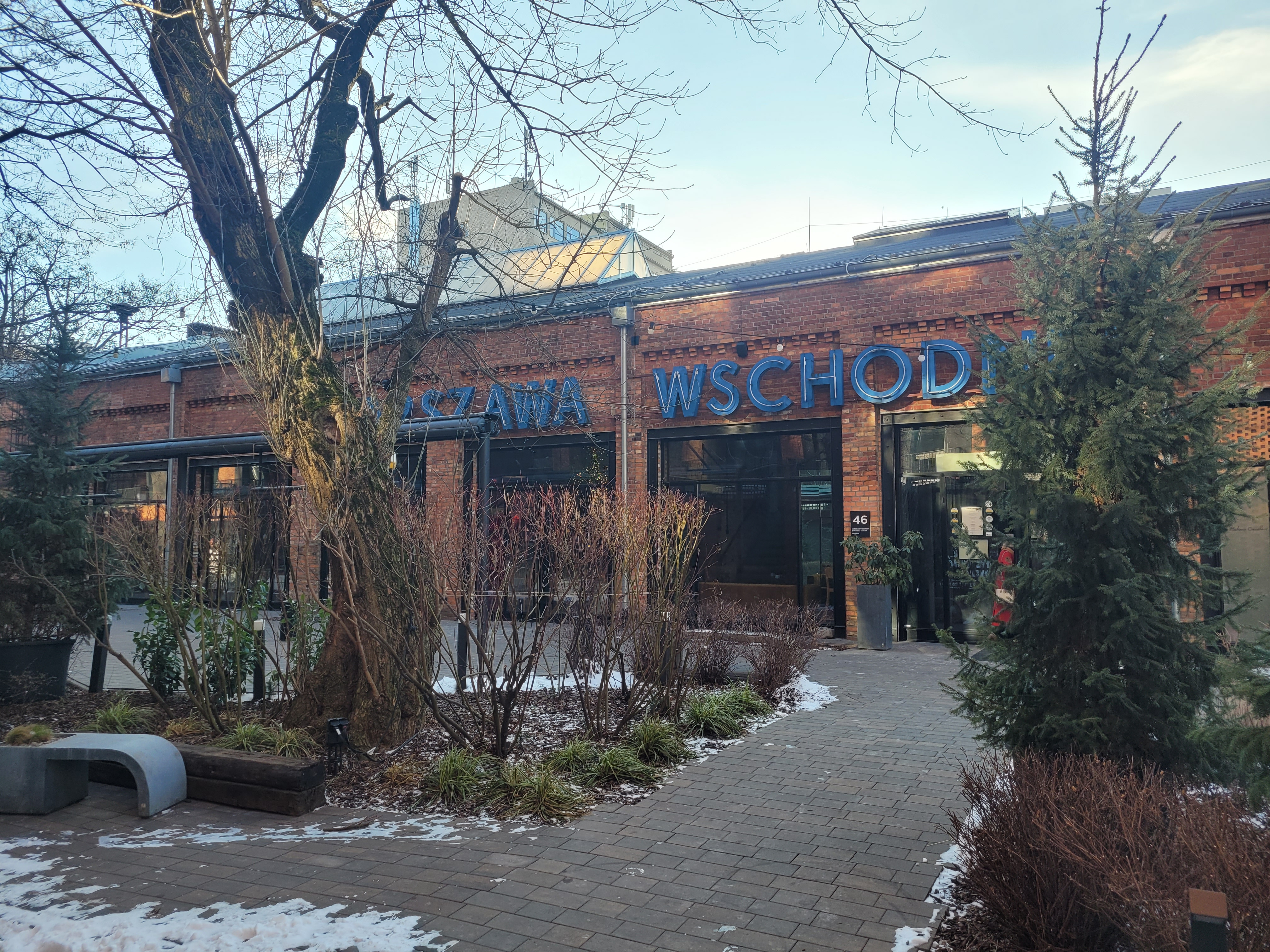
Restaurant Warszawa Wschodnia im Februar 2025

### Warszawa Wschodnia

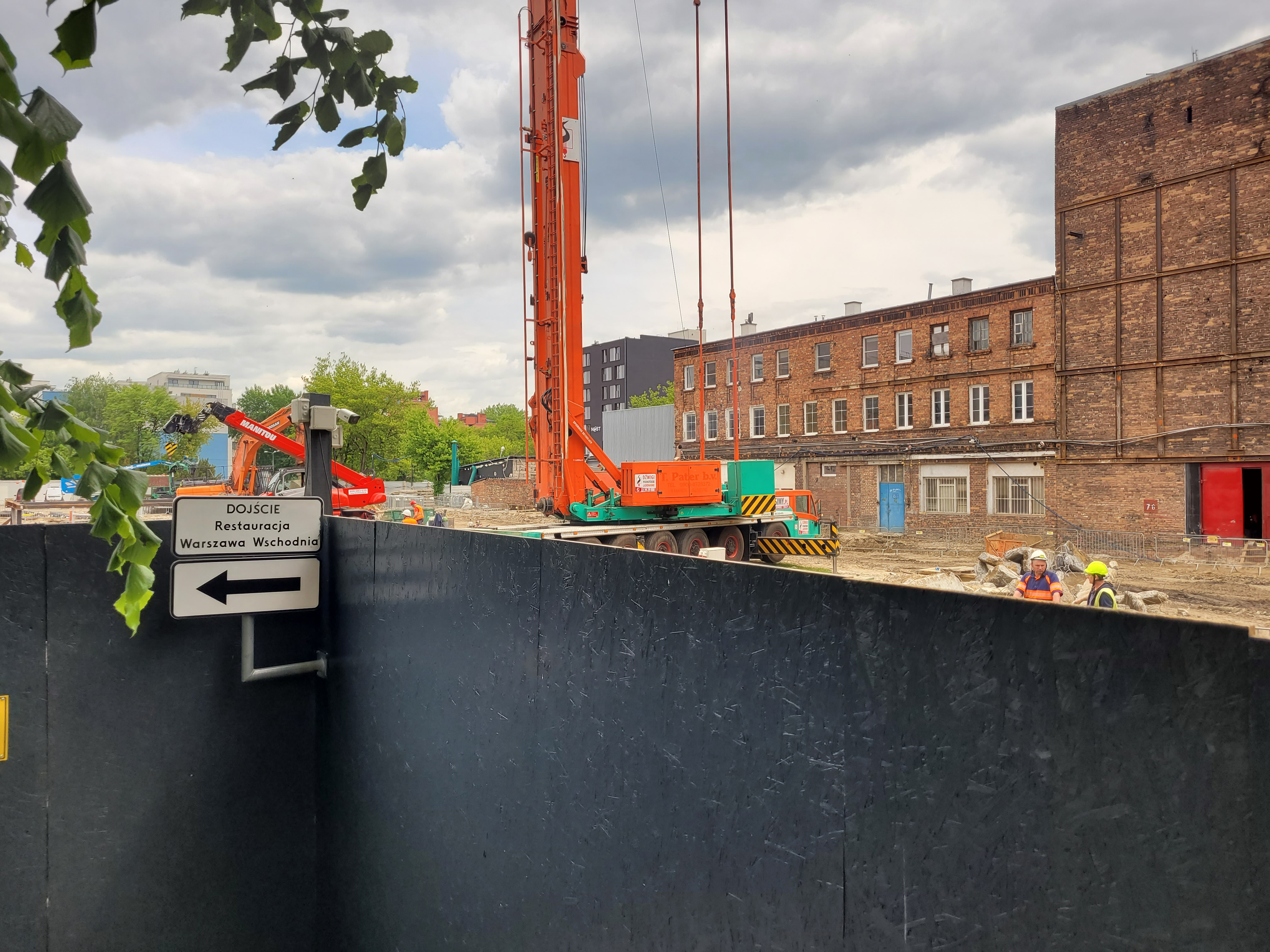
Tiefbauarbeiten zu einem neuen Wohnblock im Sommer 2023

Im Gebäude Nr. 46 befindet sich seit 2012 das Restaurant „Warszawa Wschodnia“, das nach dem nahegelegenen Ostbahnhof Warschaus benannt ist. Der ehemalige Kompressorraum der Jute-Fabrik besteht aus drei nebeneinander angeordneten Hallen mit für die Industriearchitektur des späten 19. Jahrhunderts typischen Fassadendekorationen. Die aus Keramikziegeln errichteten Gebäude sind eingeschossig, im Grundriss rechteckig und mit Satteldächern gedeckt. Sie enthalten dezente Details – Fensterstürze und krönende Gesimse. Das Restaurant wird von Mateusz Gessler (* 1980), einem Neffen der bekannten polnischen TV-Köchin Magda Gessler und Juror der TVN-Sendung Masterchef Junior, betrieben. Die Inneneinrichtung richtet sich am industriellen Stil des Gebäudes aus. Das Restaurant verfügt über eine Bar und eine offene Küche, in der klassische französische Gerichte und polnische Spezialitäten serviert werden.

### Soho by Yareal
Im Jahr 2017 verkaufte SOHO Development bislang unbebaute Grundstücksflächen von insgesamt 5 Hektar an den Entwickler Yareal für knapp 150 Millionen Złoty (ca. 36 Millionen EUR). Der kündigte an, auf den Flächen – unter Berücksichtigung der Ideen des Vorbesitzers, Modernität mit postindustriellem Charme zu verbinden – Wohnraum in einer Größenordnung von 70.000 Quadratmetern zu entwickeln. Die neu zu errichtenden Gebäude sollten die Richtlinien des Umweltzertifikats BREEAM erfüllen. Es werden 900 Wohnungen in bis zu achtgeschossigen Apartmentblocks (die Gebäude „Soho 10“, „Soho 12“, „Soho 14“, „Soho 16“, „Soho 18“, „Nefryt“, „Rubin“, „Kardan“, „J Minska 39“, „Splendor“ und „Neon“) entstehen. Das erste dieser Gebäude wurde von HRA Architekci entworfen.

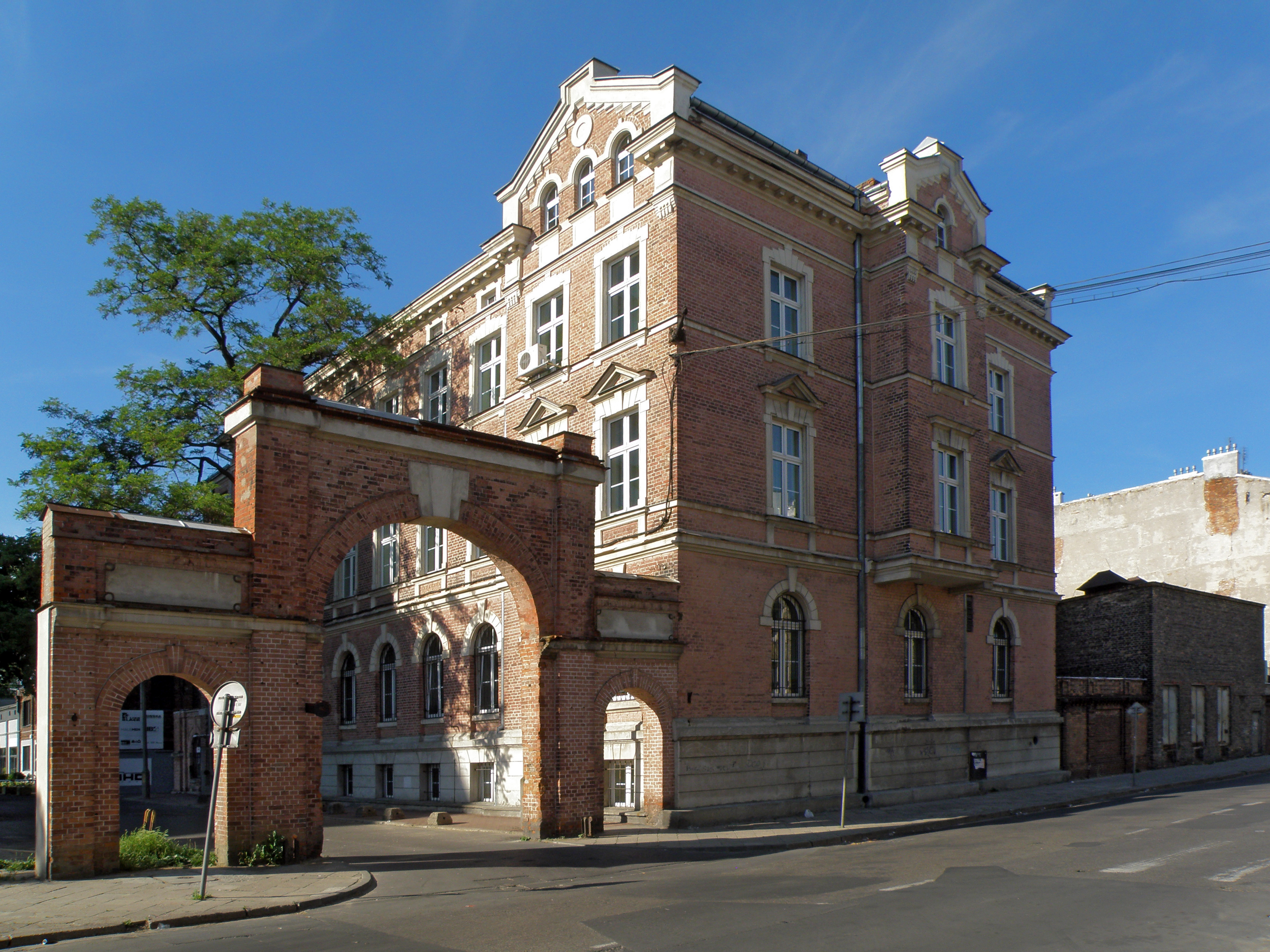
Historische Einfahrt neben dem ehemaligen Verwaltungsgebäude an der Mińska-Straße

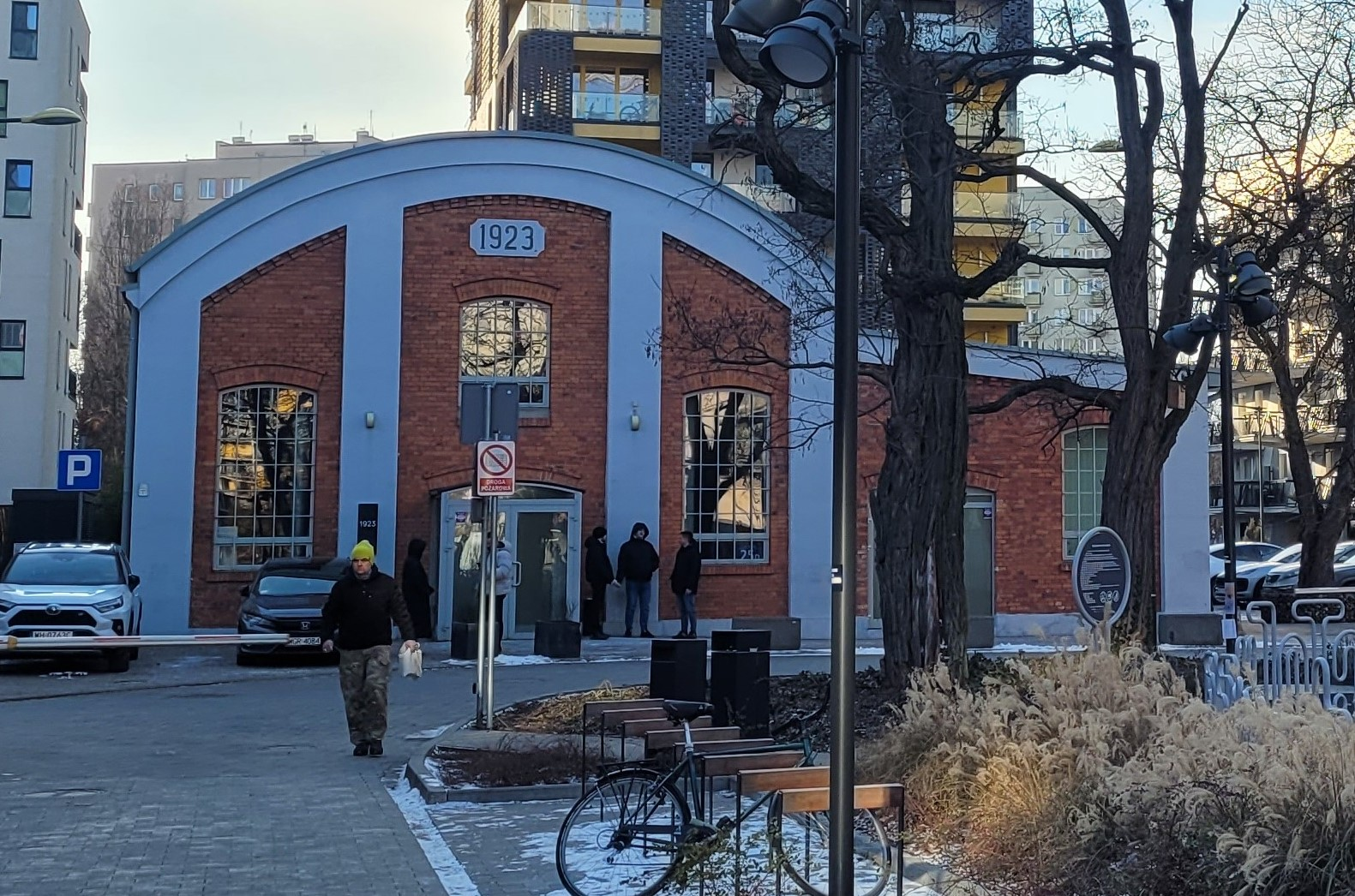
Die Halle „1923“

## Architektur
Unter den erhaltenen historischen Gebäuden ist das Interessanteste das Verwaltungsgebäude an der Einfahrt zum Gelände. Dieses Objekt wurde in den Jahren 1938/39 in einem eklektischen Stil mit Elementen der Neorenaissance und der Neuromanik erbaut. Das Bauwerk steht auf einem rechteckigen Grundriss, wobei die kürzere, dreiachsige Fassade zur Straße zeigt. Die Längsfassade ist zehnachsig und an der Straßenecke durch einen Ziergiebel akzentuiert. Die Mauern wurden aus Keramikziegeln mit Verblendziegeln errichtet; die Decken im Erdgeschoss bestehen aus Holz, im Keller wurden Stahlkeramikdecken verwendet. Die Fassade weist helle, verputzte Elemente auf – dekorative Fensterrahmen, Sockel, massive Gesimse – die einen Kontrast zum Rot des Backsteins bilden. Die Straßenfassade verfügt über einen Erker mit Giebel, der sich über die zweite und dritte Etage erstreckt. Die Hofansicht weist zwei Vorbauten auf: einen zweiachsigen zur Straßenseite, der mit einem Schmuckgiebel abgeschlossen wird, und einen einachsigen in der zweiten Achse, in der sich das Treppenhaus befindet. Nach dem Krieg wurde das Gebäude unter anderem von Polskie Zakłady Optyczne genutzt.
An der Südwestseite des Verwaltungsgebäudes befindet sich ein gemauertes, dreigängiges Tor in Form eines Triumphbogens. Die Eingänge wurden mit Leistenrahmen eingefasst, wobei der Mitteleingang zusätzlich durch einen hell verputzten Schlussstein akzentuiert ist.
Ein weiteres auffälliges Gebäude ist die Halle „1923“. Deren Bau begann im ersten Quartal 1923 und wurde im vierten Quartal abgeschlossen.  Das im Jahr 2009 sanierte Objekt verfügt über eine Fläche von knapp 500 Quadratmetern mit einem nutzbaren Zwischengeschoss. Die Halle verfügt über einen repräsentativen Eingang und steht auf einem rechteckigen Grundstück. Die Wände bestehen aus Ziegelkeramik, sind unverputzt und sind mit markanten Putzlisenen und einem profilierten Kranzgesims versehen. Das Gebäude ist mit einem gewölbten Dach gedeckt. Auf der dreiachsigen Frontfassade über dem Eingang ist die Jahreszahl 1923 zu sehen.

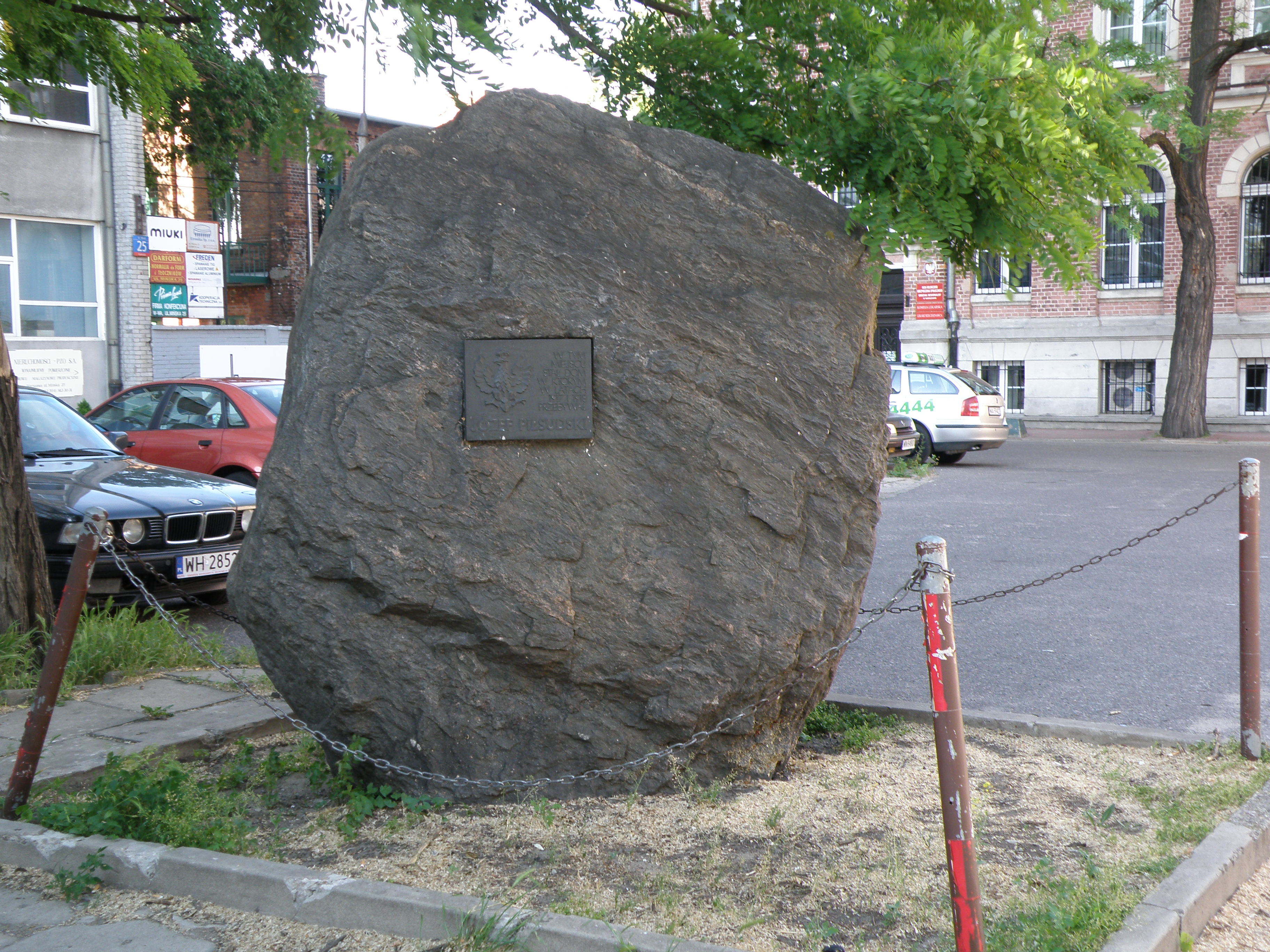
Piłsudski-Gedenkstein

## Gedenkstein
Westlich der historischen Toreinfahrt an der Mińska-Straße wurde am 19. März 1990 auf Initiative der Gesellschaft der Freunde Warschaus ein 9,5 Tonnen schwerer Findling mit einer Gedenktafel enthüllt: „An dieser Stelle stand ein Haus, in dem sich Józef Piłsudski in den Jahren 1917–1918 aufhielt.“
Piłsudski war als Folge der von ihm verursachten Eidkrise am 22. Juli 1917 verhaftet und dann zur Haft nach Magdeburg gebracht worden, aus der er am 8. November 1918 entlassen wurde. Nach seiner Ankunft am Warschauer Bahnhof am 10. November 1918 besuchte der damals noch in erster Ehe Verheiratete seine zukünftige Frau Aleksandra Szczerbińska und die gemeinsame, neun Monate alte Tochter Wanda, die in einem heute nicht mehr existierenden Gebäude auf dem Gelände der späteren Munitionsfabrik lebten. In der Wohnung seiner damaligen Geliebten hatte sich Piłsudski auch mehrfach im Jahr 1917 aufgehalten.
Im Mai 2019 wurde aufgrund der Errichtung eines neuen Wohngebäudes (Mińśka 23) an dieser Stelle der Findling entfernt und einer Konservierung unterzogen. Im November 2020 wurde er einige Meter von seiner ursprünglichen Position – jetzt in unmittelbarer Nähe der Toreinfahrt – wieder aufgestellt.

## Kritik
Der Stadtteil Kamionek wird heute von Medien als Beispiel für die Gentrifizierung Warschaus genannt. So entstehe mit der Entwicklung der Soho Factory zwar eine „neue Qualität“ in diesem Teil der Stadt, die in gewissem Maße eine kulturelle Lücke fülle. Dennoch bleibe das Ensemble eine exklusive Insel in dem unterprivilegierten Stadtteil. Der in der Soho Factory neu eröffnete Fahrradladen verkaufe Fahrräder für bis zu 30.000 Złoty (ca. 7000 EUR) – ein starker Kontrast zu den großteils noch unsanierten Mietshäusern in der Umgebung. Die folgende Wertsteigerung von Grundstücken und Gebäuden in der Umgebung führe zu einem Verlust des ursprünglichen Charakters des Bezirkes. Auch könne die Entwicklung der öffentlichen Infrastruktur den Immobilienentwicklern nicht folgen. So konnte eine Schule, die wegen des Baues neuer Wohnblöcke in der Soho Factory bereits seit Jahren benötigt wird, noch nicht eröffnet werden (Stand 2024).
Auch die starke Bebauung des noch ungenutzten Soho-Factory-Geländes nach dem Verkauf an den Entwickler Yareal führte zu Kritik der bereits dort lebenden Bewohner. Die zusätzlichen 900 Wohnungen würden nicht der ursprünglichen Idee der großzügig bemessenen und naturnahen Frei- und Erholungsräume entsprechen. Um den Erhalt des kaum vorhandenen Altbaumbestandes (Kastanien) mussten die Altbewohner kämpfen, dennoch kam es zu Fällungen, um Platz für die neuen Yareal-Wohngebäude zu schaffen.